# パラリンピックのクロスカントリースキー

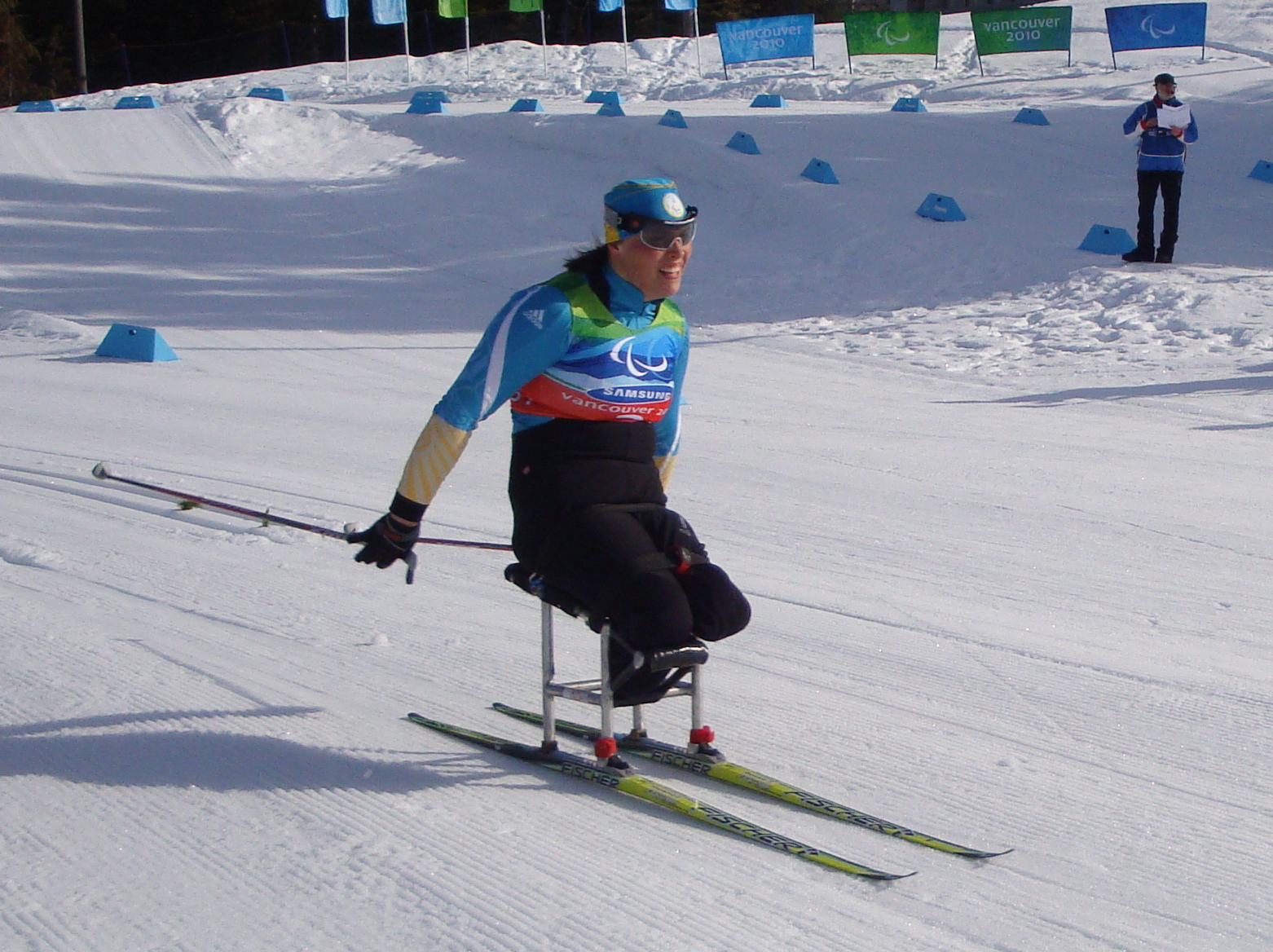
シットスキーを使用する選手

パラリンピックのクロスカントリースキー（英語: Paralympic cross-county skiing） は、障害を持ったアスリートのためのクロスカントリースキーである。

## 概略
パラリンピックにおいては、立位の他、視覚障害、車椅子ユーザーのクラスが設定されている。1976年の冬季パラリンピックで初めて実施された。競技者は、障害に従い、シットスキーを用いることができる。これは椅子の下にスキー板2枚を固定したものである。また視覚障害の競技者は、ガイドの後を追いかける形で競技を行う。
長野パラリンピックで初めて知的障害者のクラスでクロスカントリーが種目採用された。しかし、次期（シドニー）夏季大会においてスペインの知的障害者バスケットボールチームが健常者を紛れ込ませて金メダルを攫ったことが発覚してパラリンピックから知的障害者の種目は全て排除された。今もって知的障害者のクロスカントリー種目への復帰が認められていない。

## ルール

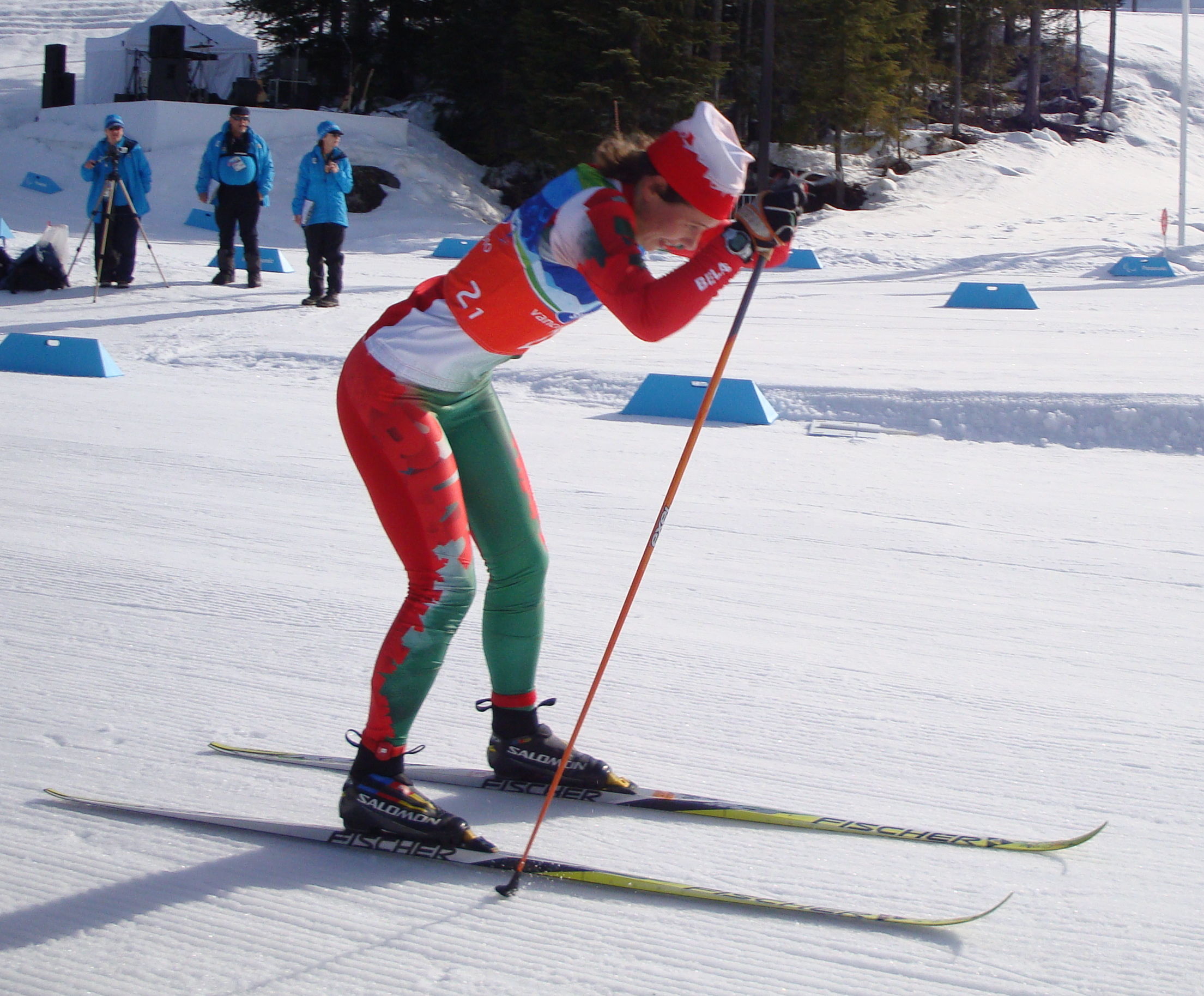

各競技者は30秒間隔でスタートする。障害の異なる、複数のクラスの選手が同時に競技を行ない、国際パラリンピック委員会が設定した係数（％）というハンディキャップを選手の記録に掛けて、順位を決定する。

### クラス分け表
| クラス | 説明                                                     | 用具                   |
| ------ | -------------------------------------------------------- | ---------------------- |
| LW2    | 片大腿切断で義足使用、片脚重度麻痺                       | スキー2枚、ストック2本 |
| LW3    | 両下腿切断で義足使用、両脚中度から軽度麻痺               | スキー2枚、ストック2本 |
| LW4    | 片下腿切断で義足使用、片脚中度から軽度麻痺               | スキー2枚、ストック2本 |
| LW5/7  | 両腕切断または麻痺                                       | スキー2枚、ストック0本 |
| LW6/8  | 片腕切断または麻痺                                       | スキー2枚、ストック1本 |
| LW9    | 片脚及び片腕の麻痺または切断、脚の切断の場合は義足を使用 | スキー2枚、ストック1本 |